# Rychlostní silnice S7 (Polsko)
Rychlostní silnice S7 je polská rychlostní silnice, která po svém dokončení spojí Gdaňsk, Varšavu, Kielce a Krakov. Její celková délka bude 706 km, z toho je v provozu 465,45 km a ve výstavbě je 172,7 km. Po svém dokončení to bude nejdelší rychlostní silnice v Polsku. Bude procházet přes Pomořanské, Varmijsko - mazurské, Mazovské, Svatokřížské a Malopolské vojvodství. Po této rychlostní silnici povedou evropské silnice E28 (v úseku Gdaňsk-Lipce - Elbląg východ) a evropská silnice E77.

## Úseky v provozu
- Straszyn – Napierki
- Východní obchvat Płoňska
- Varšava Powązki – Varšavské letiště
- Grójec – hranice Svatokřížského a Malopolského vojvodství
- Krakov Nowa Huta – Krakov Bieżanów
- Myślenice – Lubień
- Skomielna Biała – Rabka-Zdrój

## Úseky ve výstavbě
- Napierki – Strzegowo
- Strzegowo – Płoňsk
- Płoňsk jih – Czosnów jih
- Varšavské letiště – Grójec
- hranice Svatokřížského vojvodství – Miechów
- Szczepanowice – Widoma
- Widoma – Krakov
- Lubień – Skomielna Biała

## Úseky ve výběrovém řízení
- Miechów – Szczepanowice

## Úseky v plánu
- Czosnów – Varšava
- Rabka Zabornia – Chyżne (státní hranice)

## Úseky určené k modernizaci
- Západní obchvat Nového Dvora Mazovského